# Dysdera yguanirae
Dysdera yguanirae este o specie de păianjeni din genul Dysdera, familia Dysderidae, descrisă de Arnedo și Ribera, 1997.
Este endemică în Insulele Canare. Conform Catalogue of Life specia Dysdera yguanirae nu are subspecii cunoscute.